# Alice Pol

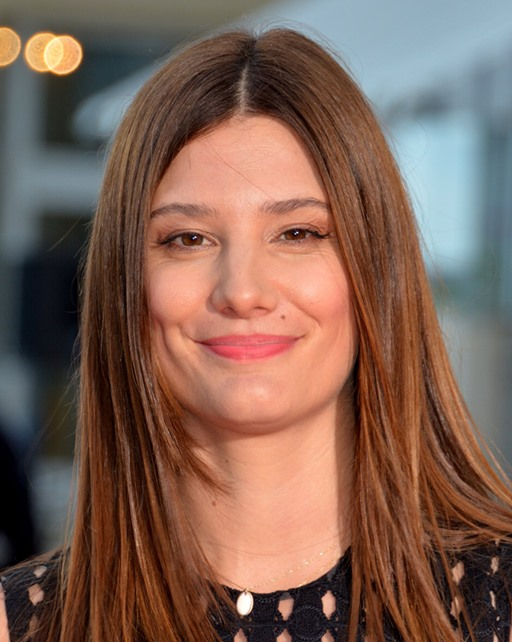
Alice Pol (2019)

Alice Pol (* 3. Dezember 1982 in Saint-Pierre auf La Reunion) ist eine französische Schauspielerin. Seit 2003 war sie in rund drei Dutzend Film- und Fernsehproduktionen, vor allem Komödien, zu sehen.

## Leben und Wirken
Alice Pol wurde 1982 in Saint-Pierre im französischen Übersee-Département La Réunion geboren. Ihr Vater leistete seinen Militärdienst auf der Insel im Indischen Ozean. Als sie sechs Monate alt war, zogen ihre Eltern nach Marseille, wo sie bis zu ihrem 19. Lebensjahr aufwuchs. Als junges Mädchen schwärmte sie für den Sänger Renaud Séchan, später für diverse Fußballspieler von Olympique Marseille. Auch das Theater hatte es ihr schon als Jugendliche angetan. Ihr kindlicher Berufswunsch, als Assistentin eines Zauberers auf der Bühne zu stehen, trat daher mit zunehmendem Alter und innerer Reife hinter dem Wunsch, Schauspielerin zu werden, zurück. Ihre Bewunderung galt nun der Filmikone Catherine Deneuve.
Mit 15 Jahren nahm Pol erstmals Schauspielunterricht. Während sie zunächst Jura und dann Kunstgeschichte studierte, fuhr sie regelmäßig nach Paris, um dort an Castings teilzunehmen. Schließlich zog sie ganz in die französische Hauptstadt. Die ersten vier Jahre jobbte sie als Kellnerin und Verkäuferin, um über die Runden zu kommen.
Im Jahr 2003 bekam sie eine kleine Rolle im Fernsehfilm Fragile von Jean-Louis Milesi. Durch Einsätze in Theaterinszenierungen sammelte sie weitere Schauspielerfahrungen, so trat sie beispielsweise 2004 in dem satirischen Drama Das Liebeskonzil von Oskar Panizza unter der Regie von Olivier Maltinti auf. Es folgten Rollen in einigen Kurzfilmen sowie Auftritte in Folgen der französischen Seifenopern Plus Belle la vie, Sous le Soleil und anderen. Diese kleinen Rollen halfen ihr, nicht aufzugeben: „Ich schäme mich nicht dafür. Im Gegenteil, diese Erfahrungen gaben mir Hoffnung“, erzählte sie im Interview. Ihre Zeit ohne Engagements nutzte sie, um 2006 das eigene Stück C’est tout droit … ou l’inverse zu schreiben, das vom Theater Comédie Bastille und auch von dessen Publikum angenommen wurde. Im Jahr 2009 verkörperte sie in dem von Claude Lelouch geführten Théâtre Lepic/Ciné 13 in Paris in dem Lustspiel-Einakter Der Bär von Anton Tschechow die Gutsbesitzerin.
2008 wurde sie durch ihre Nebenrolle an der Seite von Marilou Berry und Frédérique Bel in Jean-Patrick Benes’ Kinofilm Vilaine einem größeren Publikum in Frankreich bekannt. Im Fernsehfilm Juste un peu d’@mour spielte sie 2009 mit. Es folgten Auftritte in Die anonymen Romantiker (2010) von Jean-Pierre Améris an der Seite von Isabelle Carré und La Croisière (2011) von Pascale Pouzadoux an der Seite von Charlotte de Turckheim.
In einem Werbespot für IKEA fiel sie dem Regisseur Pascal Chaumeil (Der Auftragslover) auf. Dieser gab ihr die Rolle von Diane Krugers Filmschwester in Der Nächste, bitte! (2012). Dany Boon wirkte ebenfalls mit. Diese Zusammenarbeit wiederum machte Eindruck auf Boon, der daraufhin Pol die weibliche Hauptrolle in seiner Komödie Super-Hypochonder (2014) anbot. So ergab es sich, dass sie mit dem auch im deutschsprachigen Raum bekannten Kad Merad drehte. Ihres schusseligen Naturells wegen nannte Boon sie „die weibliche Pierre Richard“.
Nachdem der Durchbruch geschafft war, folgten bedeutende Rollen in Filmen von Claude Lelouch (Un plus une, 2015), Danièle Thompson (Meine Zeit mit Cézanne, 2016), und Guillaume Gallienne (Maryline, 2017). Dany Boon griff 2016 für seine Komödie Die Super-Cops – Allzeit verrückt! auf Pol zurück, da sie ihm als perfekte Verkörperung der „verpeilten“ und ungeschickten Polizistin erschien. 2018 war sie in einer Doppelrolle in Christophe Duthurons Komödie Les Vieux fourneaux zu sehen. Dabei spielte sie zusammen mit Pierre Richard. Weitere Filme schlossen sich in schneller Abfolge an.

## Filmografie (Auswahl)
- 2003: Fragile (Fernsehfilm)
- 2004: Plus belle la vie (Fernsehserie, drei Folgen)
- 2004: Julie Lescaut (Fernsehserie, Folge 15x01)
- 2008: St. Tropez (Fernsehserie, Folge 13x15)
- 2008: Vilaine
- 2009: Die Schachspielerin (Joueuse)
- 2009: Juste un peu d'@mour (Fernsehfilm)
- 2010: Trahie! (Fernsehfilm)
- 2010: À 10 minutes de la plage (Fernsehfilm)
- 2010: Die anonymen Romantiker (Les émotifs anonymes)
- 2011: La Croisière
- 2011: Bartolis Gesetz (La loi selon Bartoli) (Miniserie, Folge 1x02)
- 2012: Der Nächste, bitte! (Un plan parfait)
- 2012: Merlin (Fernsehserie, eine Folge)
- 2013: Au bonheur des ogres
- 2013: Joséphine
- 2014: Super-Hypochonder (Supercondriaque)
- 2015: Qui c’est les plus forts?
- 2015: Un plus une
- 2015: Disparue (Miniserie, 8 Folgen)
- 2016: Meine Zeit mit Cézanne (Cézanne et moi)
- 2016: Die Super-Cops – Allzeit verrückt! (Raid dingue)
- 2017: Verrückt nach Cécile (Embrasse-moi!)
- 2017: Maryline
- 2017: Je vais mieux
- 2018: Les Vieux fourneaux
- 2019: Le Dindon
- 2019: Calls (Fernsehserie, Folge 2x06)
- 2020: L’Aventure des Marguerite
- 2020: J’irai mourir dans les Carpates
- 2020: C'est la vie
- 2021: Si on chantait
- 2021: C'est magnifique!
- 2022: Murder Party
- 2022: Fireheart (Stimme)
- 2022: Les vieux fourneaux 2: Bons pour l'asile
- 2023: Un petit miracle
- 2023: Mit dem Kopf in den Sternen (La tête dans les étoiles)
- 2024: Sirènes (Fernsehfilm)
- 2024: Père Noël à domicile (Fernsehfilm)